# Нижнегессенские диалекты
Нижнеге́ссенские диале́кты (нем. Niederhessisch) — небольшая группа средненемецких диалектов, распространённая преимущественно в административном округе и в городе окружного подчинения Кассель (Гессен).

## Классификация
Нижнегессенский включает два поддиалекта:
- Северогессенский (Nordhessisch), базирующийся преимущественно в Касселе, обнаруживает много общего с северотюрингским и эйхсфельдским диалектами, и поэтому считается смешанным франкским и тюрингско-верхнесаксонским, подвергшимся нижненемецкому влиянию.
- Восточногессенский (Osthessisch), распространённый в районе Фульды, более близок к восточнофранкскому, чем к северогессенскому.